# LGA 1700
Le LGA 1700 (ou Socket V) est un socket LGA (Flip-Chip Land Grid Array) à force d'insertion nulle, compatible avec les processeurs Intel pour PC de bureau Alder Lake et Raptor Lake, qui a été lancé pour la première fois en novembre 2021.
Le LGA 1700 est conçu pour remplacer le LGA 1200 (connu sous le nom de Socket H5) et il dispose de 1700 pastilles saillantes pour entrer en contact avec les plots du processeur. Par rapport à son prédécesseur, il dispose de 500 broches de plus, ce qui a nécessité un changement majeur dans la taille des sockets et des boîtiers du processeur ; il est plus long de 7,5 mm. Il s’agit du premier changement majeur dans la taille des sockets de CPU de bureau LGA d’Intel depuis l’introduction du LGA 775 en 2004, en particulier pour les sockets CPU grand public. La plus grande taille a également nécessité une modification de la configuration des trous de fixation du dissipateur thermique, ce qui a rendu les systèmes de refroidissement précédemment utilisées incompatibles avec les cartes mères et les processeurs LGA 1700.